# 법인화
법인화는 법인이 아닌 것을 법인으로 전환하는 것으로, 독립된 법인이 아닌 국립학교를 별개의 학교법인으로 만드는 것이나, 법인이 아닌 소기업 등을 법인으로 설립하는 것을 말한다.
주로 자연인 상태에서는 달성하기 힘든 법적인 활동을 하기 위해 법인화를 하게 된다. 어떠한 단체나 재산이 법인화가 되면, 그것은 법률상의 의무와 권리를 가진 주체가 된다. 따라서 법인화된 단체나 재산은 그것의 법적 권리를 주장할 수 있기 때문에 단체의 의지에 따라 다양한 계약 등을 자유롭게 채결할 수 있게 되며, 그것에 따른 책임 또한 단체 스스로 가지게 된다. 법인은 크게 공법인과 사법인, 영리법인과 비영리 법인 등으로 나뉘며, 법적으로 약간의 차이가 있는 것으로 간주한다. 2010년 12월 국립서울대학교 법인화에 대한 법률이 국회를 통과하기까지 서울대학교 구성원과의 충분한 의사소통 없이 결정됨에 따라 많은 논란이 야기 되었을 정도로, 한 단체의 방향을 결정짓는 중요한 사안으로 간주되기도 한다.

## 같이 보기
- 국영화
- 민영화